# Хирш, Галь
Галь Хирш (ивр. גל הירש‎; род. 1964, Арад) — израильский бригадный генерал (тат-алуф), который командовал 91-й дивизией АОИ во время войны в Ливане в 2006 году. Глава партии «Маген».

## Биография
Родители Хирша — Рахель и Ицхак Хирш, были одними из первых жителей Арада в Негеве. Его бабушка и дедушка по обе стороны его семьи служили в Хагане. Когда Хиршу было 13 лет, его дядя, Амнон Хагер, погиб при исполнении служебных обязанностей в 1977 году. Инцидент привел Хирша к поступлению в военную школу-интернат при Еврейской гимназии Герцлии в Тель-Авиве, в возрасте 14 лет. Хирш имеет степень бакалавра по изучению Ближнего Востока в Университете Бар-Илан (окончил с отличием) и степень магистра (M.B.A) делового администрирования (Тель-Авивский университет).

### Военная служба
Хирш был призван в Армию Обороны Израиля в 1982 году. Служил десантником и командиром отделения. В 1985 году стал офицером пехоты после окончания офицерской школы и вернулся в бригаду десантников в качестве командира взвода. Хирш сражался в качестве командира роты в операции «Закон и порядок» в Ливане. Возглавлял 202-й батальон десантников в Южном Ливане в Первой интифаде. Руководил подразделением Шальдаг и спец.операциями в Ливане.
Позже Хирш был назначен командиром дивизии Иудеи и Самарии и получил серьезные ранения, когда террористы бросили в его машину большой камень. Во время Второй интифады он командовал бригадой Беньямин. Хирш спланировал и командовал операцией «Защитная стена». Затем был назначен командиром школы офицеров ЦАХАЛа (Бахад 1).
Хирш командовал 91-й дивизией Армии обороны Израиля во время Ливанской войны 2006 года, в том числе во время битвы при Марун-эр-Расе, битвы при Бинт-Джебейле, и многих других операциях.

### Карьера
Бригадный генерал (запаса) Галь Хирш является основателем и председателем Defensive Shield Holdings Ltd., поставщика стратегических, оперативных и тактических решений для военной индустрии и внутренней безопасности по всему миру. Хирш также является председателем Института лидерства Израиля.
В январе 2017 года Хирш провел первую Хайфскую конференцию лидеров, посвященную выпускникам военных школ-интернатов в Израиле. С 2008 года Хирш является научным сотрудником Международного института по борьбе с терроризмом в Герцлии.
В 2018 году Хирш создает партию «Маген» и во главе этой партии баллотируется в Кнессет.

## Личная жизнь
Хирш женат на Донне и у них трое детей. Он живёт в Рош ха-Аин.